# Crasis
Crasis is een samentrekking (contractie) van twee klinkers, met name van de klinker of diftong aan het einde van een woord en de klinker of diftong aan het begin van het volgende woord. Deze samentrekking is meestal bedoeld om het optreden van een hiaat te vermijden. Crasis geldt dus over de woordgrenzen heen en is daarmee een postlexicale regel. Crasis komt zeer veel voor in bijvoorbeeld het Portugees, Arabisch en Grieks, maar ook in veel andere talen.

## Portugees
In de geschiedenis van het Portugees werden op deze manier veel als een lange klinker uitgesproken tweeklanken als korte klinkers geschreven (metaplasma), bijvoorbeeld ee → e en oo → o. In het huidige Portugees vindt de meeste crasis plaats doordat het voorzetsel /a/ en het bepaald lidwoord voor vrouwelijk enkelvoud /a/ worden samengetrokken tot /à/. In de spelling wordt dit weergegeven door middel van een accent grave: in plaats van Vou a a praia ("Ik ga naar het strand") wordt dit dus Vou à praia. Het cliticum /a/ krijgt in feite meer nadruk dankzij het eropvolgende woord (zie ook proclise). 
Crasis in het Portugees vindt daarnaast ook veel plaats door samentrekking van het voorzetsel /a/ en de daaropvolgende aanwijzende voornaamwoorden "die/dat": aquele, aquela (enkelvoud), aqueles en aquelas (meervoud). Deze veranderen hierdoor in àquele, àquela, àqueles en àquelas.
In het Portugees dat in Portugal wordt gesproken wordt de uit een crasis ontstane /à/ daarnaast wat lager (opener) gearticuleerd. In het Portugees van Brazilië gebeurt dit niet.

## Grieks
Zowel in het Oudgrieks als het Nieuwgrieks vindt crasis van de lidwoorden τό en τά met het volgende woord veelvuldig plaats:
- τὰ ἐμά → τἀμά
- τὸ ἐναντίον → τοὐναντίον
- τὸ αὐτό → ταὐτό
- τὰ αὐτά → ταὐτά

Daarnaast vindt crasis plaats van het voegwoord καί ("en") en het voornaamwoord van de eerste persoon enkelvoud:
- καὶ ἐγώ → κἀγώ
- καὶ ἐμοῖ → κἀμοῖ

## Verwante begrippen
Crasis is niet helemaal hetzelfde als elisie. De eindklinker van het eerste woord wordt niet als "verloren" beschouwd: hij vormt een fonetisch, maar geen fonologisch geheel met de volgende klank.